# Antonietta Bisi
Pour les articles homonymes, voir Bisi.
Antonietta Bisi (Milan, 15 octobre 1813 - Milan, 16 août 1866) est une femme peintre italienne active au XIXe siècle.

## Biographie
Antonietta Bisi est une femme peintre issue de la famille Bisi, une famille d'artistes originaire de Gênes et qui s'est installée à Milan dans les premières années de l'Ottocento.
Fille de Giuseppe Bisi et d'Ernesta Legnani, elle apprend la peinture auprès de son père et se perfectionne à l'Accademia di Brera auprès de Francesco Hayez. Elle a surtout réalisé des portraits.
Sa sœur Fulvia était également peintre.

## Œuvres
- Portrait d’Agnesi Paola[1],
- Portrait d’Enrico et Emilio Dandolo
- Portrait du général Iacopetti
- Portrait de Carlo Mancini.